# Bassus tenuiceps
Bassus tenuiceps är en stekelart som beskrevs av Muesebeck 1927. Bassus tenuiceps ingår i släktet Bassus och familjen bracksteklar. Inga underarter finns listade.